# Regla OZI
La regla OZI es una consecuencia de la cromodinámica cuántica (QCD) que explica por qué ciertos modos de desintegración resultan ser menos frecuentes de lo que cabría esperar. Fue propuesta de forma independiente por Susumu Okubo, George Zweig y Jugoro Iizuka en la década de 1960. La regla de OZI establece que cualquier proceso fuerte será suprimido si, al eliminar únicamente las líneas gluónicas internas, su diagrama de Feynman queda separado en dos diagramas no conexos: uno con los estados iniciales y otro con los finales.

## Explicación
La supresión predicha por la regla OZI se debe al decrecimiento de la constante de acoplo en QCD al aumentar la energía (o la transferencia de momento, q2). En los canales suprimidos, los gluones deben tener un q2 elevado, al menos suficiente para crear un par quark-antiquark. Por lo tanto, la constante de acoplamiento de QCD parecerá menor para estos gluones.

## Ejemplos
Un ejemplo de esta supresión de las desintegraciones es el caso de φ → π+ + π− + π0. Se esperaría que este canal dominara sobre otros como φ →  K+  + K−, que tiene un valor Q (energía total liberada) mucho menor. En realidad, se observa que el φ se desintegra a kaones el 84% de las veces, lo que sugiere que la desintegración a piones está suprimida. En el primer caso, la desintegración ocurre mediada por tres gluones virtuales que producen un par quark-antiquark para dar lugar a tres piones. En el otro canal, los quarks de valencia oiginales pueden propagarse al estado final sin aniquilarse. Solo se necesitan dos gluones, y ambos comparten la energía necesaria para crear el único par quark-antiquark nuevo. Por lo tanto, tienen una energía menor que los tres gluones en la aniquilación suprimida por la regla de OZI. La supresión se debe tanto por el menor valor de la constante de acoplo de QCD a energías altas, como al mayor número de vértices.
La desintegración del charmonium (estado ligado de un quark y un antiquark) proporciona otro ejemplo de la regla OZI. Para estados más ligeros que los mesones D cargados, como el mesón J/ψ, la desintegración solamente puede ocurrir por el canal suprimido, con lo que poseen una vida media muy elevada. Por el contrario, los estados más excitados, con una masa mayor a la de dos mesones D, la desintegración ψ* → D+ + D- es el canal dominante y tienen una vida media menor.